# Achatia rileyana
Achatia rileyana là một loài bướm đêm trong họ Noctuidae.